# Matt Mattox
Matt Mattox (Tulsa, Oklahoma, 18 de agosto de 1921 - Perpiñán, Pirineos Orientales, 18 de febrero de 2013) fue un bailarín de jazz y ballet, coreógrafo y pedagogo estadounidense.
Mattox nació en Tulsa (Oklahoma, EE. UU.). Se convirtió en un protegido de Jack Cole, legendario pionero de la danza jazz y con él trabajó en Broadway. Mattox fue uno de los maestros más influyentes del mundo de la danza jazz o, como él lo llamaba, "estilo libre de baile" (freestyle dancing). Tenía un perfil alto como bailarín especializado en musicales de Hollywood. Su papel más conocido en el cine fue el de Caleb Pontipee, uno de los hermanos de la película Siete novias para siete hermanos (1954). Además, Mattox era un invitado regular en la televisión para participar en coreografías como bailarín o realizador.
En 1975 formó su propia compañía en Inglaterra que finalmente trasladó a Francia, donde vivió hasta su muerte. Matt Mattox murió en Perpiñán (Pirineos Orientales, Francia) a los 91 años de edad.